# Calathea fucata
Calathea fucata är en strimbladsväxtart som beskrevs av H.A.Kenn. Calathea fucata ingår i släktet Calathea och familjen strimbladsväxter. Inga underarter finns listade.